# Радишевський Онисим Михайлович
Радишевський Онисим Михайлович (Михайлов Онисим) — український і російський друкар, майстер військово-інженерної справи.
Родом з Волині. Ймовірно, працював в Острозькій друкарні. У 1586 приїхав до Москви і став майстром-палітурником при Друкарському дворі. Близько 1605—1610 — один з керівників Друкарського двору.
Видав Євангеліє (1606), Устав церковний (1610). Один з провідних майстрів Пушкарського приказу. Керував інженерними роботами у фортецях, зокрема 1620 будував спеціальну водопідвідну систему до фортеці в Путивлі. Склав першу в Росії військово-технічну книгу «Устав ратных, пушечных и других дел, касающихся до воинской науки» (опублікував український археограф В. Г. Рубан, СПб, 1777 і 1781).